# غارداسيل
الغارداسيل، الذي يدعى عمليًا لقاح فيروس الورم الحليمي البشري المأشوب (الأنماط 6، و11، و16، و18) هو لقاح يُستخدّم للوقاية من سلالات معينة من فيروس الورم الحليمي البشري. إن الخمج التناسلي عالي الخطر بفيروس الورم الحليمي البشري هو أشيع خمج منتقل بالجنس لدى النساء. إن سلالات فيروس الورم الحليمي البشري التي يحمي منها الغارداسيل تنتقل جنسيًا خاصة الأنماط 6، و11، و16، و18. يسبب النمطان 16 و18 من فيروس الورم الحليمي البشري ما يُقدَّر بنحو 90% من حالات الثآليل التناسلية. رغم أن الغارداسيل لا يشفي الخمج الموجود، مع ذلك يُوصى بالتلقيح للأفراد إيجابيي فيروس الورم الحليمي البشري إذ أنه قد يقي من سلالة واحدة أو أكثر من السلالات المسببة للمرض. 
صودق على الاستخدام الطبي للقاح في الولايات المتحدة عام 2006، بصورة مبدئية للإناث بعمر 9 – 26 عام. عام 2007، أوصت اللجنة الاستشارية لممارسات التلقيح باستخدام الغارداسيل في التلقيح الروتيني لدى الفتيات بعمر 11 و12 عام. ابتداءً من أغسطس 2009، أُوصِي بإعطاء اللقاح قبل سن اليفع وبدء النشاط الجنسي المحتمل. بحلول 2011، صادقت 120 دولة أخرى على استخدام هذا اللقاح. 
في 2014، صادقت إدارة الغذاء والدواء الأمريكية على إصدار تساعي التكافؤ، غارداسيل 9، للوقاية من الخمج بالسلالات التي يغطيها الجيل الأول الغارداسيل بالإضافة إلى خمس سلالات أخرى من فيروس الورم الحليمي البشري مسؤولة عن 20% من سرطانات عنق الرحم (الأنماط 31، و33، و45، و52، و58). عام 2008، صادقت إدارة الغذاء والدواء الأمريكية على الاستخدام الواسع لهذا الإصدار لدى الأفراد بعمر 27 – 45 عام.

## الاستخدامات الطبية
الغارداسيل هو لقاح يقي من الإصابة بفيروس الورم الحليمي البشري، وللحصول على تأثيره الأعظمي، يوصى بإعطائه للفتيات قبل أن يصبحن ناشطات جنسيًا. علاوة على ذلك، تدعم الأدلة نتيجة أن النساء اللواتي قد أصبن بالخمج مسبقًا بواحد أو أكثر من الأنماط الأربعة للفيروس الحليمي البشري التي يستهدفها اللقاح (الأنماط 6، و11، و16، و18) كن محميات من المرض السريري الذي تسببه الأنماط المتبقية من فيروس الورم الحليمي البشري الموجودة في اللقاح. يسبب النمطان 16 و18 من فيروس الورم الحليمي البشري ما يُقدَّر بنحو 70% من سرطانات عنق الرحم، ويُعتبَر مسؤولًا عن معظم سرطانات الشرج المُحرَّضة بفيروس الورم الحليمي البشري. يقي الغارداسيل أيضًا من سرطانات المهبل والفرج التي يسببها النمطان 16 و18 من فيروس الورم الحليمي البشري، بالإضافة إلى معظم سرطانات القضيب التي يسببها النمطان السابقان. بما أن الغارداسيل لن يقي من الخمج بكل أنماط فيروس الورم الحليمي البشري التي قد تسبب سرطان عنق الرحم، لا يُعتبّر اللقاح بديلًا عن لطاخة بابانيكولاو الروتينية.
بالإضافة إلى ذلك، قد تؤدي الوقاية من النمطين 6 و11 إلى استبعاد ما يصل إلى 90% من حالات الثآليل التناسلية. لا يقي هذا اللقاح من الثآليل الأخمصية الشائعة كتلك التي تسببها الأنماط 1، و2، و3، و4.
تتوقع التقارير أنه كلما كانت أخماج فيروس الورم الحليمي البشري أقل، سيؤدي ذلك بالضرورة إلى اختلاطات أقل ناجمة عن الفيروس، وصرف كمية أقل من الوقت والجهد من أجل كشف سرطان عنق الرحم وتشخصيه، ومعالجته (وسيلفته، خلل التنسج العنقي). بالإضافة إلى ذلك، من المتوقع أن التلقيح سيخفض عدد المشاكل التنفسية الشديدة الناجمة عن الورم الحليمي بالحنجرة لدى الأطفال الذين انتقل إليهم فيروس الورم الحليمي البشري من أمهاتهم، وسيقي ذلك من حدوث العقم الناجم عن خزعات عنق الرحم.
في 2010، صادق إدارة الغذاء والدواء الأمريكية على استخدام الغارداسيل للوقاية من سرطان الشرج والآفات العجانية المرتبطة به التي تنجم عن الأنماط 6، و11، و18، من فيروس الورم الحليمي البشري، وذلك لدى الأشخاص بعمر 9 – 26 عام.
تساهم أخماج فيروس الورم الحليمي البشري، وخاصة النمط 16 منه، في حدوث بعض سرطانات الرأس والعنق (يوجد فيروس الورم الحليمي البشري في ما يُقدَّر بنحو 26 – 35% من حالات السرطانة حرشفية الخلايا في الرأس والعنق). من حيث المبدأ، قد تساعد لقاحات فيروس الورم الحليمي البشري في إنقاص معدل حدوث هذه السرطانات التي يسببها فيروس الورم الحليمي البشري، لكن ذلك لم يُثبَت. 
صادقت إدارة الغذاء والدواء الأمريكية على استخدام الغارداسيل 9 لدى النساء والرجال بعمر 27 – 45 عام بناء على كون اللقاح فعالًا بنسبة 88% ضد أخماج فيروس الورم الحليمي البشري المستمرة التي تسبب أنماطًا معينة من الثآليل التناسلية والسرطانات لدى الإناث. استنتجت فعالية اللقاح لدى الذكور في هذه المجموعة العمرية.